# Vennootschapsrecht
Het vennootschapsrecht is de tak van het privaatrecht, en meer in het bijzonder: het ondernemingsrecht, die de werking der  vennootschappen regelt. Ook de rechtsverhoudingen tussen respectievelijk de vennoten (in personenvennootschappen) en aandeelhouders (in eigenvermogenvennootschappen) horen daarbij.  

## Vennootschapsrecht in de Europese Unie
Een 28+1 "Europees Vennootschapsrecht" bestaat niet. Het huidige acquis communautaire (gemeenschapsrecht) zorgt voor de erkenning door de verschillende lidstaten onderling van hun vennootschappen, onder meer bij internationale zetelverplaatsing, in België de grensoverschrijdende transformatie genoemd. Het Verdrag betreffende de werking van de Europese Unie (VWEU) verankert het recht van zelfstandigen en ondernemingen om zich in een andere lidstaat te vestigen (art. 49 VWEU). Het Europees Hof van Justitie heeft bepaald dat vestiging in de zin van het Verdrag inhoudt dat een EU-burger voor een onbepaalde tijd op een stabiele en continue basis kan deelnemen aan het economische leven van een andere lidstaat, anders dan zijn land van herkomst. Het beperken van dit recht is in principe verboden. Vrijheid van vestiging valt onder de vrij verkeersrechten die gelden binnen de Europese Unie. Bij vestiging gaat het om de beroepsuitoefening door zelfstandigen en rechtspersonen in een andere lidstaat dan de lidstaat van herkomst. Dat betekent onder meer dat een vennootschap kan "verhuizen" van het ene land naar het andere zonder verlies van rechtspersoonlijkheid mits de criteria van de rechtspraak in de zaak Vale nageleefd worden.
- ▶ Voor de verschillende Europese vennootschapsvormen, zie het artikel over vennootschappen.

## Belgisch vennootschapsrecht
In de 20e eeuw werd in België de vennootschap in het burgerlijk wetboek omschreven als een soort overeenkomst. Daarnaast beschreef het Wetboek van koophandel de zogenaamde handelsvennootschappen. In 1999 werden al deze bepalingen opgeheven en werd een volledig nieuw Wetboek van Vennootschappen uitgevaardigd.

### Situatie 1999 - 2019
Een vennootschap wordt opgericht door een vennootschapscontract waarbij men iets in gemeenschap brengt met de bedoeling winst te maken. Een groep vrienden die samen op de lotto spelen hebben dus een vennootschap, meer bepaald een eenvoudige maatschap zonder rechtspersoonlijkheid. In het geval van de BVBA kan ook door één persoon een eenpersoonsvennootschap worden opgericht. De besloten eenpersoonsvennootschap met beperkte aansprakelijkheid (ebvba) is een afwijking op het principe van de tweehoofdigheid van vennootschappen. Bij een coöperatieve vennootschap dienen er minstens drie vennoten te zijn.
In tegenstelling tot Nederland kende België tot 2018 een onderscheid tussen burgerlijke en handelsvennootschappen. Handelsvennootschappen waren vennootschappen die het stellen van daden van koophandel tot doel hadden. Om te bepalen of een vennootschap een commercieel of een burgerlijk doel had, werd er gekeken naar het maatschappelijk doel in de statuten. Bij een gemengd doel, deels burgerlijk en deels commercieel, werd de vennootschap als commercieel gekwalificeerd, ongeacht de relatieve omvang van het burgerlijke c.q. commerciële doel, tenzij als het commerciële aspect slecht instrumenteel was om het burgerlijk hoofddoel te bereiken.
De Belgische wetgever heeft de ondernemingsrechtbank aangewezen om de registratie van vennootschappen met rechtspersoonlijkheid bij te houden. Dit gebeurt op de griffie. Daar wordt over alle vennootschappen een vennootschapsdossier bijgehouden dat gratis kan worden ingekeken. Een uittreksel uit het dossier kan verkregen worden tegen betaling. Sinds 1997 is de publieke informatie over vennootschappen met rechtspersoonlijkheid beschikbaar via de website van het Belgisch Staatsblad en de Kruispuntbank van Ondernemingen.

### Situatie vanaf 2019
Per 2019 is met de invoering van het WVV in België het vennootschapsrecht fundamenteel veranderd, mede naar aanleiding van het Europese streven de oprichting van vennootschappen te vereenvoudigen.
Er is geen wettelijk minimumkapitaal meer vereist bij de oprichting van een BV en CV, de inbreng van de aandeelhouders vormt het eigen vermogen. De oprichters moeten wel voldoende middelen voorzien voor de activiteit(en) die de vennootschap wil verrichten en gedurende de eerste drie jaar geldt de zogenaamde oprichtersaansprakelijkheid. Naast geld of goederen kunnen ook arbeid, kennis en ervaring (knowhow) worden ingebracht, waarvoor gelijke waarderingsregels gelden. Is de inbrenger van arbeid en knowhow niet in staat deze in te brengen, worden de rechten verbonden aan de aandelen na drie maanden geschorst, na een langere periode van niet presteren kunnen ze vervallen worden verklaard.
Oprichting kan gebeuren door minimaal één natuurlijke of rechtspersoon. Dit geldt niet voor verenigingen, de CV (minimum drie personen) en de maatschap, VOF en CommV (minstens twee oprichters vereist).
Er zijn minder regels van dwingend recht dan voorheen, elke BV moet minstens één aandeel met stemrecht uitgeven maar is aan deze minimumeis voldaan, bestaat relatief veel vrijheid om in de statuten een eigen regime af te spreken in afwijking van de standaardregels. In de statuten van de BV en de niet-genoteerde NV mag ook worden afgeweken van de standaardregel voor het stemrecht van aandeelhouders, één aandeel, één stem.
De bestuurdersaansprakelijkheid is voortaan ook toepasbaar op feitelijke bestuurders van vennootschappen met rechtspersoonlijkheid, beperkt tot een maximumbedrag in verhouding tot de grootte  van de vennootschap. Er geldt een bijzondere aansprakelijkheid bij het voortzetten van een verlieslatende activiteit.
Het vennootschapsrecht van het land waar de statutaire zetel is gevestigd, is van toepassing een buitenlandse vennootschap kan haar zetel verplaatsen naar België en zo het Belgische recht aannemen. Deze regel geldt alleen voor het vennootschapsrecht, niet voor bijvoorbeeldniet voor het fiscaal, sociaal, insolventie- en milieurecht.
De communicatie ten aanzien van aandeelhouders mag via digitale kanalen als een vast e-mailadres van de vennootschap bestaat dat in de statuten is opgenomen en bekendgemaakt. Alle communicatie mag via e-mail gebeuren als de aandeelhouders/leden hun e-mailadres opgeven.

### Overgangsrecht
Sinds 1 januari 2020 moeten alle rechtspersonen die onder de bepalingen van het Wetboek van vennootschappen en verenigingen (WVV) vallen en die werden opgericht vóór 1 mei 2019 hun statuten aanpassen aan het nieuwe WVV. Dit ter gelegenheid van de eerstvolgende statutenwijziging. De statuten moeten uiterlijk op 1 januari 2024 met de bepalingen van het WVV overeen komen. De leden van het bestuursorgaan zijn persoonlijk en hoofdelijk aansprakelijk voor eventuele schade geleden door de rechtspersoon of door derden ten gevolge van de niet-nakoming van deze verplichting.
- ▶ Voor de verschillende Belgische vennootschapsvormen, zie het artikel over vennootschappen.

## Nederlands vennootschaprecht
Het vennootschapsrecht voor de besloten vennootschap (BV) en naamloze vennootschap (NV) is in Nederland opgenomen in Boek 2 van het Burgerlijk Wetboek, het Rechtspersonenrecht, Titel 4 en Titel 5. 
Het recht voor de maatschap is geregeld in Boek 7A BW, Negende titel. 
De Nederlandse personenvennootschap bezit geen rechtspersoonlijkheid, ze is gebaseerd op een overeenkomst, desalniettemin is deze vennootschap populair omdat de vennoten in hoge mate vrij zijn hun onderlinge verhouding naar eigen goeddunken te regelen, er staan ruim 200.000 personenvennootschappen bij het Handelsregister ingeschreven. Van toepassing zijn de regels van Boek 6 Verbintenissenrecht en Boek 3 Vermogensrecht van het Burgerlijk Wetboek zijn van toepassing. Verder de regels in Boek 1 Wetboek van Koophandel, Derde titel.  
- Art. 17 WvK Vertegenwoordigingsbevoegdheid: ieder van de vennoten is in beginsel bevoegd namens de vof te handelen

- Art. 18 WvK Aansprakelijkheid: alle vennoten zijn hoofdelijk verbonden

- Art. 23, 27 WvK Verplichting inschrijving Handelsregister, zolang dat niet is gebeurd wordt iedere vennoot beschouwd als vertegenwoordigingsbevoegd ten aanzoen van alle algemene zaken.

En regels uit de Wet op de ondernemingsraden en de Handelsregisterwet 2007 zijn van toepassing.
De jaarrekening opmaken, vaststellen en openbaar maken/publiceren/deponeren is voor de Besloten Vennootschap en Naamloze Vennootschap van toepassing, niet op de VOF.
Voor de Commanditaire vennootschap, eveneens een personenvennootschap, gelden dezelfde regels, met enkele eigen bepalingen in het Wetboek van Koophandel ook in Boek 1, Derde titel. Er is bestendige jurisprudentie van de Hoge Raad betreffende het zogenaamde beheersverbod, er bestaan bij de regering plannen dit af te schaffen.
- ▶Voor de verschillende Nederlandse vennootschapsvormen, zie het artikel over vennootschappen.